# ميشال كاليكي
ميشال كاليكي (بالانجليزية: Michał Kalecki) (من مواليد 22 يونيو عام 1899 - 18 أبريل عام 1970)، اقتصادي بولندي ماركسي. طوال حياته، عمل كاليكي في كلية لندن للاقتصاد وجامعة كامبريدج وأكسفورد وكلية وارسو للاقتصاد وكان مستشارًا اقتصاديًا لحكومات كل من بولندا وفرنسا وكوبا وإسرائيل والمكسيك والهند. شغل أيضًا منصب نائب مدير الإدارة الاقتصادية للأمم المتحدة في مدينة نيويورك.
وُصِفَ كاليكي بأنه «أحد أكثر الاقتصاديين تميزًا في القرن العشرين» و «على الأرجح، الأكثرهم أصالة». غالبًا ما يُزعم أنه طور العديد من الأفكار التابعة لاقتصاد كينزي لجون ماينارد كينز قبل كينز، لكنه ما يزال أقل شهرة بالنسبة للدول الناطقة باللغة الإنجليزية. قدم كاليكي تركيبًا دمج فيه التحليل الطبقي الماركسي والأدب الجديد حول نظرية احتكار القلة، وقد حظي عمله هذا بتأثير هام على كل من المدارس الماركسية الجديدة (رأس المال المحتكر) ومدارس الفكر للاقتصاد بعد الكينزي. يُغدّ أيضًا من أوائل علماء الاقتصاد الكلي الذين طبقوا النماذج الرياضية والبيانات الإحصائية على الأسئلة الاقتصادية. باعتباره أيضًا خبيرًا اقتصاديًا وسياسيًا وشخصًا ذو توجهات يسارية، شدد كاليكي على الجوانب الاجتماعية وعواقب السياسات الاقتصادية.
قدم كاليكي مساهمات نظرية وعملية كبيرة في مجالات دورة الأعمال والنمو الاقتصادي والتوظيف الكامل وتوزيع الدخل ودورة الازدهار السياسي والاقتصاد الاحتكاري والمخاطر. من بين مصالحه الهامة الأخرى القضايا النقدية والتنمية الاقتصادية والتمويل والفوائد والتضخم. في عام 1970، تم ترشيح كاليكي لجائزة نوبل التذكارية في الاقتصاد، لكنه توفي في نفس العام.

## سيرته الذاتية

### ثورة كاليكي وكينز: 1933 – 1939
في عام 1933 كتب كاليكي مقالًا بعنوان («محاولة في نظرية دورة الأعمال»)، والذي جمع فيه العديد من القضايا التي هيمنت على فكره لبقية حياته. في المقال، طور كاليكي لأول مرة نظرية شاملة لدورات الأعمال. أسس أيضًا نظريته الاقتصادية الكلية للطلب الفعال بأفكار مماثلة في ورقة بحثية نشرت بعد ثلاث سنوات من قِبل جون ماينارد كينز في النظرية العامة للتوظيف والفائدة والمال. وفقًا للورانس كلاين (1951)، أنشأ كاليكي نظامًا يحتوي على الأفكار الرئيسية في النظام الكينزي بالإضافة إلى مساهمات أخرى. في مقدمة النسخة الإنجليزية للمقال في عام 1966، كتبت جوان روبنسون: «توفر هذه الأفكار الدقيقة والمفصلة مقدمة أفضل للنظرية العامة للتوظيف والفائدة والمال من أي نظرية تم وضعها حتى الآن».
باستثناء عدد قليل من خبراء الاقتصاد (وخاصة خبراء الاقتصاد القياسي) المطلعين على عمله، فشلت مساهمات كاليكي، المنسورة في الأصل باللغة البولندية، في الحصول على الاعتراف منهم أو الموافقة. في أكتوبر عام 1933، قرأ مقالته أمام الرابطة الدولية للاقتصاد القياسي في ليدن، ثم في عام 1935 نشرها في مجلتين رئيسيتين هما: ريفو دي إيكونومي بوليتيك وإيكونوميتريكا. لم يحظى المقال بإعجاب قراء أي من المجلتين بشكل خاص، لكنه تلقى تعليقات إيجابية من كبار الاقتصاديين مثل راجنار فريش ويان تينبرغن.
في عام 1936، احتج كاليكي على الإجراءات ذات الدوافع السياسية التي اتخذها معهد الأبحاث ضد زملائه، بما في ذلك لانداو. استقال كاليكي، ثم بعد أن حصل على زمالة السفر من مؤسسة روكفلر شرع في العمل في الخارج. لو لم يحصل على الزمالة، لكانت الحرب قد وصلت إليه في بولندا، وبالنظر إلى أصوله اليهودية، ربما لم يكن لينجو.

مكّنت المنحة كاليكي من السفر مع زوجته إلى السويد حيث كان أتباع كنوت ويكسل يحاولون إضفاء الطابع الرسمي على نظرية مشابهة لنظرية كاليكي. في السويد في عام 1936، عَلِمَ كاليكي بنشر نظرية كينز العامة. كان كاليكي يعمل على توضيح شامل للأفكار الاقتصادية التي طورها سابقًا، لكن بعد أن وجد في كتاب كينز الكثير مما كان سيقوله، ترك عمله وسافر إلى إنجلترا. زار هناك كلية لندن للاقتصاد لأول مرة وبعد ذلك ذهب إلى كامبريدج. وهكذا بدأت صداقاته مع ريتشارد كان وجوان روبنسون وبييرو سرافا، بعد أن ترك بصمة لا تمحى عليهم جميعًا. في عام 1937، التقى كاليكي مع كينز. كان الاجتماع مشوقًا وظل كينز متحفظًا. على الرغم من أن الاستنتاجات التي توصلا إليها في عملهما كانت متشابهة للغاية، إلا أن شخصياتهما لم تكن أكثر اختلافًا. تعمّد كاليكي ألا يذكر أن له أولوية في النشر. مثما قالت جوان روبنسون:
«مطالبة ميشال كاليكي بأولوية النشر لا جدال فيها. مع الكرامة العلمية المناسبة (والتي، للأسف، نادرة إلى حد ما بين العلماء) لم يذكر هذه الحقيقة. في الواقع، باستثناء المؤلفين المعنيين، ليس من المثير للاهتمام بشكل خاص معرفة من بدأ الطباعة أولًا. الشيء المثير للاهتمام هو أن اثنين من المفكرين، من نقاط انطلاق سياسية وفكرية مختلفة تمامًا، يجب أن يتوصلا إلى النتيجة ذاتها. بالنسبة لنا في كامبريدج، كان الأمر أسهل بكثير».
في وقت لاحق، اعترف كاليكي بأن «الثورة الكينزية» كانت اسمًا مناسبًا للحركة في الاقتصاد إذ أدرك أهمية منصب كينز الراسخ والشهرة التي تمتع بها ودوره الحاسم في الترويج واستعراض الأفكار وقبولها، التي كان كاليكي رائدًا فيها أيضًا.
في عام 1939، كتب كاليكي أحد أهم أعماله تحت عنوان مقالات في نظرية التقلبات الاقتصادية. على الرغم من تبدل أفكاره على مر السنين، إلا أن جميع العناصر الأساسية للاقتصاد الكاليكي كانت موجودة بالفعل في هذا العمل: بمعنى أن منشوراته اللاحقة ستكون مجرد تفاصيل حول الأفكار المطروحة هنا.
بينما كان كاليكي متحمسًا بشكل عام للثورة الكينزية، في مقالته المعنونة الجوانب السياسية للتوظيف الكامل، والتي وصفها أناتول كاليتسكي بأنها واحدة من أكثر الأبحاث الاقتصادية بصيرةً على الإطلاق، توقع أنها لن تحظى بأي اهتمام. يعتقد كاليكي أن التوظيف الكامل الذي توفره السياسة الكينزية سيؤدي في النهاية إلى نشوء طبقة عاملة أكثر حزمًا ما يؤدي إلى إضعاف الوضع الاجتماعي لقادة الأعمال، وهذا من شأنه أن يتسبب في رد فعل النخبة على تآكل سلطتهم السياسية وإجبار تلك السياسة على النزوح، على الرغم من أن الأرباح قد تكون أعلى مما هي عليه في ظل نظام عدم التدخل.